# Mandisa
Mandisa Lynn Hundley dite Mandisa, née le 2 octobre 1976 à Citrus Heights (Californie) et morte le 18 avril 2024 à Nashville (Tennessee), est une chanteuse de gospel et de musique chrétienne contemporaine évangélique américaine. Elle est issue de la cinquième saison du télécrochet American Idol.

## Biographie
Mandisa Hundley est née et a grandi à Citrus Heights. Après avoir obtenu un diplôme de l'El Camino Fundamental High School, elle fréquente l'American River College à Sacramento, où elle étudie le jazz vocal. Ensuite, elle a étudié en musique à l’université Fisk à Nashville dans le Tennessee et a obtenu un Bachelor of Arts avec une spécialisation en performance vocale.

### Carrière
En 2005, Mandisa auditionne pour le concours de talent américain American Idol à Chicago. Elle termine dans le Top 9.
En 2007, elle signe un contrat avec le label de musique chrétienne évangélique Sparrow Records et sort son premier album True Beauty. 
En 2009, elle sort son 3e album Freedom. En 2014, elle remporte un Grammy Awards pour Overcomer dans la catégorie « Meilleur album de musique chrétienne contemporaine ».

### Mort
Mandisa décède le 18 avril 2024 à l'âge de 47 ans, à Nashville (Tennessee), des suites de complications d'obésité de classe III . Les funérailles ont lieu à l’église baptiste de Brentwood à Nashville.

## Prestations lors d'American Idol
| Semaine # | Thème                 | Chanson choisie               | Artiste original | Résultat     |
| Audition  | Aucun                 | Fallin'                       | Alicia Keys      | Sélectionnée |
| Hollywood | Performance de groupe | Band of Gold                  | Freda Payne      | Sélectionnée |
| Top 24    | Aucun                 | Never                         | Heart            | Sauvée       |
| Top 20    | Aucun                 | Cry                           | Faith Hill       | Sauvée       |
| Top 16    | Aucun                 | I'm Every Woman               | Chaka Khan       | Sauvée       |
| Top 12    | Stevie Wonder         | Don't You Worry 'bout a Thing | Stevie Wonder    | Sauvée       |
| Top 11    | Années 1950           | I Don't Hurt Anymore          | Dinah Washington | Sauvée       |
| Top 10    | XXIe siècle           | Shackles (Praise You)         | Mary Mary        | Sauvée       |
| Top 9     | Musique country       | Any Man of Mine               | Shania Twain     | Éliminée     |

## Discographie

### Singles
| Année | Titre                                      | Classement      | Classement   | Classement | Classement | Album                      |
| Année | Titre                                      | US Single Sales | US Christ AC | US Christ, | US AC      | Album                      |
| ----- | ------------------------------------------ | --------------- | ------------ | ---------- | ---------- | -------------------------- |
| 2007  | Only the World                             | 1               | 6            | 7          | —          | True Beauty                |
| 2007  | God Speaking                               | —               | 18           | 26         | —          | True Beauty                |
| 2007  | Christmas Makes Me Cry (avec Matthew West) | —               | 2            | 3          | —          | Christmas Joy EP           |
| 2007  | Christmas Day (avec Michael W. Smith)      | —               | 1            | 2          | 18         | It's a Wonderful Christmas |
| 2008  | Voice of a Savior                          | —               | 12           | —          | —          | True Beauty                |
| 2008  | Lose My Soul (avec TobyMac)                | —               | 2            | 2          | —          | Portable Sounds            |
| 2008  | Angels We Have Heard on High               | —               | 29           | —          | —          | It's Christmas             |
| 2009  | My Deliverer                               | —               | 8            | 9          | —          | Freedom                    |
| 2009  | He Is With You                             | —               | 12           | 21         | —          | Freedom                    |
| 2011  | Stronger[réf. nécessaire]                  | —               | 1            | 1          | —          | What If We Were Real       |
| 2011  | Waiting for Tomorrow                       | —               | 5            | 3          | —          | What If We Were Real       |
| 2012  | Good Morning (avec TobyMac)                | —               | 22           | 28         | —          | What If We Were Real       |

### Autres participations
| Année | Chanson                  | Avec                    | Album                                                                            |
| ----- | ------------------------ | ----------------------- | -------------------------------------------------------------------------------- |
| 2006  | "Dance, Dance, Dance"    |                         | Sonic Praise 2: Worship for Life                                                 |
| 2007  | "Lose My Soul"           | TobyMac                 | Portable Sounds                                                                  |
| 2007  | "Redeemer"               |                         | Beth Moore Presents: Songs Of Deliverance                                        |
| 2007  | "Christmas Day"          | Michael W. Smith        | It's a Wonderful Christmas                                                       |
| 2007  | "The Right Thing"        |                         | The Pirates Who Don't Do Anything                                                |
| 2007  | "For Good"               |                         | Beth Moore The Patriarches- Encountering the Gospel of Abraham, Isaac, and Jacob |
| 2007  | "Broken Into Beautiful"  |                         | Women of Faith Compilation It Must Be Grace                                      |
| 2007  | "Only the World"         |                         | WOW Hits 2008                                                                    |
| 2008  | "Lose My Soul"           | TobyMac & Kirk Franklin | WOW Hits 2009                                                                    |
| 2009  | "My Deliverer"           |                         | WOW Hits 2010                                                                    |
| 2010  | "God Speaking"           |                         | WOW Gospel Christmas                                                             |
| 2011  | "Born For This (Esther)" |                         | Music Inspired by The Story                                                      |

## Vidéos
- He Is With You, 2009 (Freedom)
- Stronger, 2011 (What If We Were Real)

## Récompenses
En 2020, au cours de sa carrière, elle reçoit un Grammy Award et un Dove Award.

### Grammy Awards
| Année | Récompense                                         | Intitulé             | Résultat   |
| ----- | -------------------------------------------------- | -------------------- | ---------- |
| 2008  | Meilleur album pop / gospel contemporain           | True Beauty          | Nomination |
| 2010  | Chanteuse de l'année                               | Mandisa              | Nomination |
| 2012  | Meilleur album de musique chrétienne contemporaine | What If We Were Real | Nomination |
| 2014  | Meilleur album de musique chrétienne contemporaine | (Overcomer)          | Lauréat    |

### Dove Awards
| Année | Récompense                             | Intitulé                                            | Résultat   |
| ----- | -------------------------------------- | --------------------------------------------------- | ---------- |
| 2008  | Nouvel artiste de l'année              | Mandisa                                             | Nomination |
| 2008  | Chanteuse de l'année                   | Mandisa                                             | Nomination |
| 2009  | Chanteuse de l'année                   | Mandisa                                             | Nomination |
| 2010  | Chanson Pop / Contemporaine de l'année | My Deliverer                                        | Nomination |
| 2010  | Vidéo court format de l'année          | Lose My Soul TobyMac feat. Kirk Franklin et Mandisa | Nomination |
| 2014  | Album pop / contemporain de l'année    | Overcomer                                           | Lauréat    |